# Bryum schmidtii
Bryum schmidtii là một loài rêu thuộc họ Bryaceae. Loài này được Josef Podpera mô tả khoa học đầu tiên năm 1928.